# تستاهل (برنامج)
تستاهل برنامج مسابقات يعتمد على الجانب الإنساني بحيث يختار المتسابق شخصا يحبه، لكنه يعاني أزمة مالية أو من قلة الحظ ويحتاج إلى مبلغ من المال ليحقق أحلامه. وهو النسخة العربية من برنامج "You Deserve It" الذي أخترعه ديك دي ريك، مخترع برنامج صفقة أو لا صفقة لصالح قناة «آي بي سي» الأمريكية.
انطلق عربيا في 17 نيسان 2012 على قناة ام بي سي 1 ويقدمه الأعلامي اسعودي سعود الدوسري ويتم تسجيله في مدينة بيروت. الجائزة المقدمة قد تصل إلى 250.000 ريال سعودي.

## فكرة البرنامج
يختار المتسابق شخصا يحبه، يعاني من أزمة مالية أو من قلة الحظ أو مرض ويحتاج إلى مبلغ من المال ليخرج من تلك المشكلة؛ حيث يقوم المتسابق بالمشاركة في اللعبة من أجل الفوز لهذا الشخص بأكبر قدر ممكن من المال ليكون الخطوة الأولى لتغيير حياته.
تتكون اللعبة من خمس جولات وفي كل جولة على المتسابق أن يخمن الإجابة على سؤال من نوعية من؟ أو ماذا؟ أو أين؟.
وفي كل سؤال تسع وسائل مساعدة وهي معلومات حول الإجابة، لكن كل وسيلة لها ثمن، فإذا استخدم المتسابق وسائل كثيرة، فإن المبلغ النهائي سيكون قليلا. يقدم في بداية كل جولة معلومة مجانية تدل على إجابة الأسئلة التي ستطرح على المتسابق. ولا يوجد خاسر في البرنامج، فكل متسابق سيفوز، ولكن هذا يتوقف على قدر ذكائه والقدرة على تخمين الإجابة.
في النهاية، يمنح المتسابق مبلغ المال الذي حصل عليه للشخص الذي يستحقه، وهذا المبلغ سيكون الخطوة الأولى لتحقيق الحلم الذي طالما تطلع إليه ذلك الشخص.
سلسلة الأرباح في المسابقة هي على النحو التالي:
| أكبر مبلغ مكن الحصول عليه في كل جولة | أكبر مبلغ مكن الحصول عليه في كل جولة | أكبر مبلغ مكن الحصول عليه في كل جولة | أكبر مبلغ مكن الحصول عليه في كل جولة | أكبر مبلغ مكن الحصول عليه في كل جولة |
| الأولى                               | الثانية                              | الثالثة                              | الرابعة                              | الخامسة                              |
| ------------------------------------ | ------------------------------------ | ------------------------------------ | ------------------------------------ | ------------------------------------ |
| 25.000 ر.س                           | 50.000 ر.س                           | 100.000 ر.س                          | 150.000 ر.س                          | 250.000 ر.س                          |

| قيمة المعلومات التي يشتريها المتسابق بكل جولة | قيمة المعلومات التي يشتريها المتسابق بكل جولة | قيمة المعلومات التي يشتريها المتسابق بكل جولة | قيمة المعلومات التي يشتريها المتسابق بكل جولة | قيمة المعلومات التي يشتريها المتسابق بكل جولة | قيمة المعلومات التي يشتريها المتسابق بكل جولة | قيمة المعلومات التي يشتريها المتسابق بكل جولة | قيمة المعلومات التي يشتريها المتسابق بكل جولة | قيمة المعلومات التي يشتريها المتسابق بكل جولة |            |
| --------------------------------------------- | --------------------------------------------- | --------------------------------------------- | --------------------------------------------- | --------------------------------------------- | --------------------------------------------- | --------------------------------------------- | --------------------------------------------- | --------------------------------------------- | ---------- |
| الجولة 1:                                     | 100 ر.س                                       | 300 ر.س                                       | 600 ر.س                                       | 1.500 ر.س                                     | 2.500 ر.س                                     | 3.500 ر.س                                     | 4.000 ر.س                                     | 5.000 ر.س                                     | 7.500 ر.س  |
| الجولة 2:                                     | 200 ر.س                                       | 600 ر.س                                       | 1.200 ر.س                                     | 3.000 ر.س                                     | 5.000 ر.س                                     | 7.000 ر.س                                     | 8.000 ر.س                                     | 10.000 ر.س                                    | 15.000 ر.س |
| الجولة 3:                                     | 400 ر.س                                       | 1.200 ر.س                                     | 2.400 ر.س                                     | 6.000 ر.س                                     | 10.000 ر.س                                    | 14.000 ر.س                                    | 16.000 ر.س                                    | 20.000 ر.س                                    | 30.000 ر.س |
| الجولة 4:                                     | 600 ر.س                                       | 1.800 ر.س                                     | 3.600 ر.س                                     | 9.000 ر.س                                     | 15.000 ر.س                                    | 21.000 ر.س                                    | 24.000 ر.س                                    | 30.000 ر.س                                    | 45.000 ر.س |
| الجولة 5:                                     | 1.000 ر.س                                     | 3.000 ر.س                                     | 6.000 ر.س                                     | 15.000 ر.س                                    | 25.000 ر.س                                    | 35.000 ر.س                                    | 40.000 ر.س                                    | 50.000 ر.س                                    | 75.000 ر.س |

### المشتركون في البرنامج
| الحلقة | تاريخ العرض | المتسابق        | الدولة                   | الرصيد الإجمالي | قدم المبلغ لـ            | سيستثمر المبلغ في                                     |
| ------ | ----------- | --------------- | ------------------------ | --------------- | ------------------------ | ----------------------------------------------------- |
| 1      | 2012.04.17  | رافع العمري     | السعودية                 | 83.400 ر.س      | أحمد السنني صديق العائلة | إنشاء ورشة لصيانة السيارات                            |
| 2      | 2012.04.24  | محمد حسين       | مصر                      | 156.900 ر.س     | سارة أبنة أخته           | علاج مرض نادر بالعيون                                 |
| 3      | 2012.05.01  | عبد العزيز ساسي | السعودية                 | 109.400 ر.س     | محمود ساسي شقيقه         | شراء الملابس من المول                                 |
| 4      | 2012.05.08  | علي الشلتوني    | الأردن                   | 109.400 ر.س     | هبة الشلتوني شقيقته      | عملية لإنجاب الأطفال                                  |
| 5      | 2012.05.15  | ممدوح البلوي    | السعودية                 | 89.800 ر.س      | محمدالجهني شقيق زوجته    | تركيب أطراف صناعية                                    |
| 6      | 2012.05.23  | فراس حموي       | سوريا                    | 87.000 ر.س      | سمير صديقه               | استكمال علاج مرضه                                     |
| 7      | 2012.05.29  | أحمد الطراونة   | الأردن                   | 170.900 ر.س     | جمعية أطفال الكرك        | دعم الأطفال العباقرة والموهوبين                       |
| 8      | 2012.06.05  | خالد دودين      | الإمارات العربية المتحدة | 150.900 ر.س     | حمزة القادري صديقه       | إجراء عملية جراحية لقصر في الطرف السفلي سببه له العرج |

## أنت تستاهل
كان من المقرر أن يعرض البرنامج تحت تقديم الأعلامي اللبناني جورج قرداحي وباسم «أنت تستاهل» بين عيدي الفطر والأضحى لعام 2011. لكن تصريحات نسبت لقرداحي، قبل أيام من عرض الحلقات، دعم فيها الرئيس السوري بشار الأسد وأتهم بعض وسائل الإعلام العربية بالتآمر على سوريا، أثارت موجة من الاعتراضات مما جعل مجموعة إم بي سي تلغي عرض البرنامج بعد أن تم تسجيل موسم كامل منه، إلى وقت مناسب لذلك.
بعد ثلاث سنوات من تسجيل حلقات المسابقة، قررت مجموعة إم بي سي عرضها كل يوم سبت على قناة إم بي سي مصر 2، ابتداء من 25 تشرين الأول 2014. الجائزة الكبرى المقدمة قد تصل إلى نصف مليون ريال سعودي.
سلسلة الأرباح المعتمدة في المسابقة هي على النحو التالي:
| أكبر مبلغ مكن الحصول عليه في كل جولة | أكبر مبلغ مكن الحصول عليه في كل جولة | أكبر مبلغ مكن الحصول عليه في كل جولة | أكبر مبلغ مكن الحصول عليه في كل جولة | أكبر مبلغ مكن الحصول عليه في كل جولة |
| الأولى                               | الثانية                              | الثالثة                              | الرابعة                              | الخامسة                              |
| ------------------------------------ | ------------------------------------ | ------------------------------------ | ------------------------------------ | ------------------------------------ |
| 25.000 ر.س                           | 50.000 ر.س                           | 100.000 ر.س                          | 250.000 ر.س                          | 500.000 ر.س                          |

| قيمة المعلومات التي يشتريها المتسابق بكل جولة | قيمة المعلومات التي يشتريها المتسابق بكل جولة | قيمة المعلومات التي يشتريها المتسابق بكل جولة | قيمة المعلومات التي يشتريها المتسابق بكل جولة | قيمة المعلومات التي يشتريها المتسابق بكل جولة | قيمة المعلومات التي يشتريها المتسابق بكل جولة | قيمة المعلومات التي يشتريها المتسابق بكل جولة | قيمة المعلومات التي يشتريها المتسابق بكل جولة | قيمة المعلومات التي يشتريها المتسابق بكل جولة |             |
| --------------------------------------------- | --------------------------------------------- | --------------------------------------------- | --------------------------------------------- | --------------------------------------------- | --------------------------------------------- | --------------------------------------------- | --------------------------------------------- | --------------------------------------------- | ----------- |
| الجولة 1:                                     | 200 ر.س                                       | 400 ر.س                                       | 600 ر.س                                       | 800 ر.س                                       | 2.000 ر.س                                     | 2.500 ر.س                                     | 3.500 ر.س                                     | 5.000 ر.س                                     | 10.000 ر.س  |
| الجولة 2:                                     | 200 ر.س                                       | 400 ر.س                                       | 600 ر.س                                       | 800 ر.س                                       | 4.000 ر.س                                     | 6.000 ر.س                                     | 8.000 ر.س                                     | 10.000 ر.س                                    | 20.000 ر.س  |
| الجولة 3:                                     | 1.000 ر.س                                     | 2.000 ر.س                                     | 3.000 ر.س                                     | 4.000 ر.س                                     | 5.000 ر.س                                     | 10.000 ر.س                                    | 15.000 ر.س                                    | 20.000 ر.س                                    | 40.000 ر.س  |
| الجولة 4:                                     | 2.000 ر.س                                     | 4.000 ر.س                                     | 6.000 ر.س                                     | 8.000 ر.س                                     | 15.000 ر.س                                    | 25.000 ر.س                                    | 40.000 ر.س                                    | 50.000 ر.س                                    | 100.000 ر.س |
| الجولة 5:                                     | 5.000 ر.س                                     | 10.000 ر.س                                    | 15.000 ر.س                                    | 20.000 ر.س                                    | 25.000 ر.س                                    | 50.000 ر.س                                    | 75.000 ر.س                                    | 100.000 ر.س                                   | 200.000 ر.س |

### المشتركون في البرنامج
| الحلقة | تاريخ العرض | المتسابق       | الدولة   | الرصيد الإجمالي | قدم المبلغ لـ                   | سيستثمر المبلغ في                                      |
| ------ | ----------- | -------------- | -------- | --------------- | ------------------------------- | ------------------------------------------------------ |
| 1      | 2014.10.25  | علي آل ناصر    | السعودية | 200.000 ر.س     | إبراهيم حسين سلطان شقيق علي     | إجراء عملية لطفليه بسبب إصابتهم بالصمم.                |
| 2      | 2014.11.01  | شهيرة أحمد سعد | مصر      | 79.000 ر.س      | هالة أبو الخير صديقة شهيرة      | تقديرا لجهدها في تربية أبنائها الأربعة بعد وفاة أباهم. |
| 3      | 2014.11.08  | طارق العربي    | تونس     | 194.000 ر.س     | رشاد العربي شقيق طارق           | مساعدة لشقيقه المشلول على كرسي متحرك.                  |
| 4      | 2014.11.15  | جيهان الزهاوي  | العراق   | 109.600 ر.س     | جبران ناظم شوقي ابنة خالة جبران | مساعدة لظروف صعبة عناها طوال حياته.                    |